# Liste du patrimoine culturel immatériel de l'humanité aux Seychelles
Cet article recense les pratiques inscrites au patrimoine culturel immatériel aux Seychelles.

## Statistiques
Les Seychelles ratifient la convention pour la sauvegarde du patrimoine culturel immatériel le 15 février 2005. La première pratique protégée est inscrite en 2021.
En 2021, les Seychelles comptent 1 élément inscrit au patrimoine culturel immatériel, sur la liste représentative.

## Listes

### Liste représentative
L'élément suivant est inscrit sur la liste représentative du patrimoine culturel immatériel de l'humanité :
| Élément   | Type | Subdivision | Année | Lien  | Notes | Illus. |
| --------- | --- | ----------- | ----- | ----- | ----- | ------ |
| Le moutya | arts du spectacle pratiques sociales, rituels et événements festifs savoir-faire liés à l’artisanat traditionnel traditions et expressions orales |             | 2021  | 01690 |       |        |

### Patrimoine immatériel nécessitant une sauvegarde urgente
Les Seychelles ne comptent aucun élément listé sur la liste du patrimoine immatériel nécessitant une sauvegarde urgente.

### Registre des meilleures pratiques de sauvegarde
Les Seychelles ne comptent aucune pratique listée au registre des meilleures pratiques de sauvegarde.